# Tamsalu (stacja kolejowa)
Tamsalu – stacja kolejowa w miejscowości Tamsalu, w prowincji Virumaa Zachodnia, w Estonii. Położona jest na linii Tapa - Tartu. 

## Historia
Stacja powstała w czasach carskich. Początkowo nosiła nazwę Тамсаль (Tamsal).

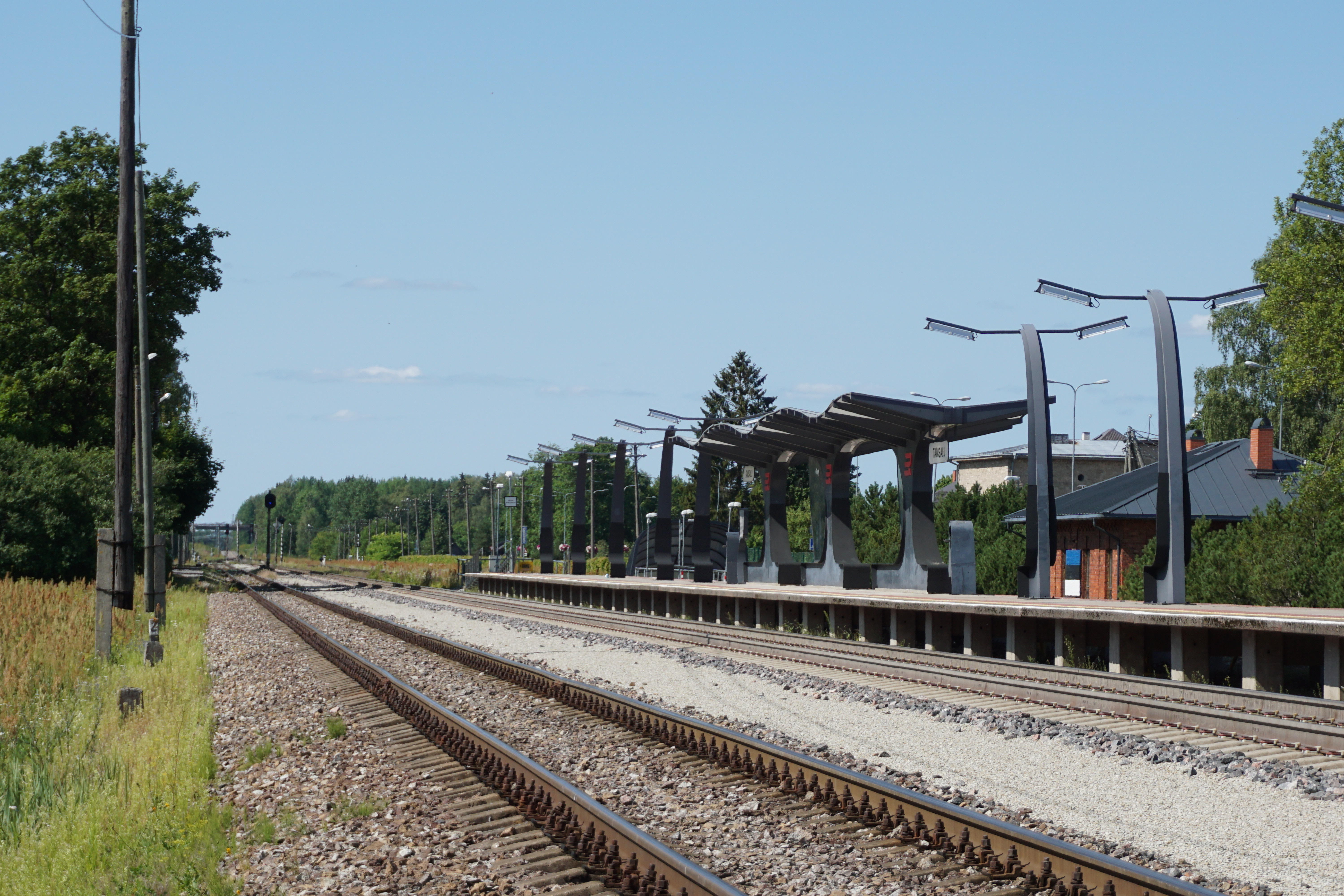
Peron
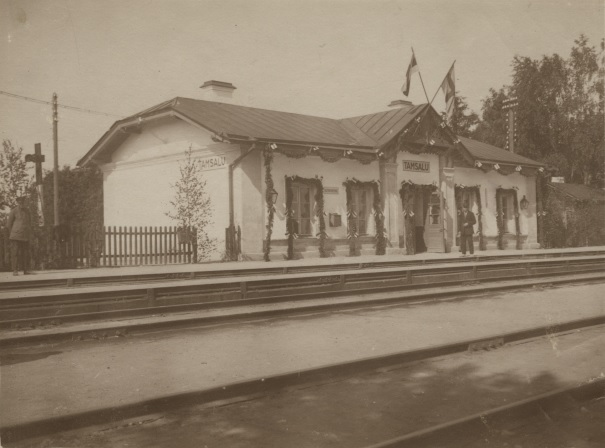
Stacja w 1932